# 石井勲 (撮影監督)
石井 勲（いしい いさお、1960年 - ）は、日本の撮影監督。特に、矢崎仁司監督作品の多くで撮影監督を務めている。
東京都生まれ。日本大学芸術学部映画学科に学んで、1983年に卒業し、撮影助手として働きながら自主製作映画を撮り続け、1993年に独立した。
1997年の松岡錠司監督作品『私たちが好きだったこと』で、第41回日本映画撮影監督協会新人賞三浦賞を受賞し、2006年の矢崎仁司監督作品『ストロベリーショートケイクス』では、第28回ヨコハマ映画祭撮影賞を受賞した。
CM作品の撮影も数多く手がけている。

## おもなフィルモグラフィ

### 撮影監督
- 三月のライオン - 矢崎仁司監督、1991年
- トカレフ - 阪本順治監督、1993年
- チンピラ - 青山真治監督、1996年
- 私たちが好きだったこと - 松岡錠司監督、1997年
- 冷たい血 - 青山真治監督、1997年
- ベル・エポック - 松岡錠司監督、1998年
- サンデイドライブ - 斎藤久志監督、1998年
- 流★星 - 山仲浩充監督、1999年
- 0CM4 - 園子温監督、2000年
- 火星のカノン - 風間志織監督、2001年
- せかいのおわり - 風間志織監督、2005年
- 東京ゾンビ - 佐藤佐吉監督、2005年
- ストロベリーショートケイクス - 矢崎仁司監督、2006年
- ハヴァ、ナイスデー - 長澤雅彦監督、2006年
- スイートリトルライズ - 矢崎仁司監督、2010年
- 1＋1＝11 - 矢崎仁司監督、2012年
- 人生、いろどり - 御法川修監督、2012年
- なにもこわいことはない - 斎藤久志監督、2013年
- 太陽の坐る場所 - 矢崎仁司監督、2014年
- チョコリエッタ - 風間志織監督、2015年
- ××× KISS KISS KISS - 矢崎仁司監督、2015年
- 無伴奏 - 矢崎仁司監督、2018年
- スティルライフオブメモリーズ - 矢崎仁司監督、2018年
- 空の瞳とカタツムリ - 斎藤久志監督、2019年
- さくら - 矢崎仁司監督、2020年
- 草の響き - 斎藤久志監督、2021年
- ブルーイマジン - 松林麗監督、2024年